# Allainville (Yvelines)
Allainville (auch: Allainville-aux-Bois) ist eine französische Gemeinde mit 281 Einwohnern (Stand: 1. Januar 2022) im Département Yvelines in der Region Île-de-France. Sie gehört zum Arrondissement Rambouillet und zum Kanton Rambouillet (bis 2015: Kanton Saint-Arnoult-en-Yvelines). Die Einwohner werden Allainvillois genannt.

## Geographie
Allainville ist die südlichste Gemeinde des Départements Yvelines. Sie liegt etwa 40 Kilometer südwestlich von Paris und etwa 18 Kilometer südsüdöstlich von Rambouillet. Umgeben wird Allainville von den Nachbargemeinden Boinville-le-Gaillard im Norden und Nordwesten, Saint-Martin-de-Bréthencourt im Norden, Corbreuse im Nordosten, Chatignonville im Osten, Garancières-en-Beauce im Süden und Südosten, Sainville im Süden und Südwesten sowie Paray-Douaville im Westen.
Durch die Gemeinde führen die Autoroute A10 und die Route nationale 191. 

## Bevölkerungsentwicklung
| Jahr                      | 1962 | 1968 | 1975 | 1982 | 1990 | 1999 | 2006 | 2013 |
| Einwohner                 | 243  | 189  | 189  | 181  | 273  | 293  | 305  | 297  |
| Quelle: Cassini und INSEE |      |      |      |      |      |      |      |      |

## Sehenswürdigkeiten
- Kirche Saint-Pierre aus dem 13. Jahrhundert (siehe auch: Liste der Monuments historiques in Allainville (Yvelines))
- Reste der früheren Straße aus der gallorömischen Zeit

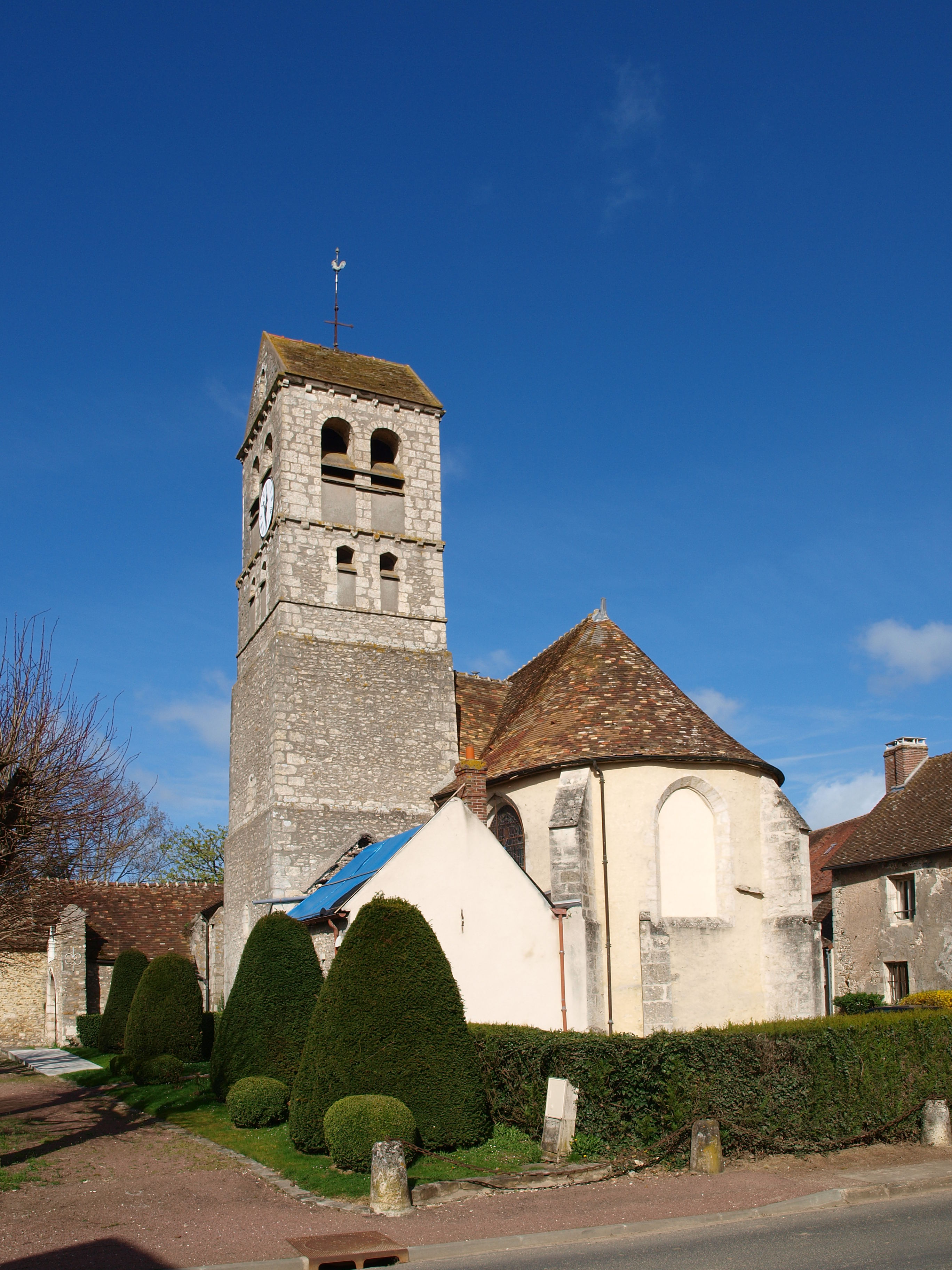
Kirche Saint-Pierre